# Antônio Olinto dos Santos Pires
Antônio Olinto dos Santos Pires (Serro, 15 de dezembro de 1860 — Belo Horizonte, 25 de fevereiro de 1925) foi um político brasileiro, primeiro presidente de Minas Gerais após a Proclamação da República no Brasil.

## Biografia
Olinto foi um dos fundadores do Partido Republicano Mineiro, juntamente com João Pinheiro, tendo dirigido também os jornais Estado de Minas e O Movimento, o qual ajudou a fundar. Formou-se em engenharia de minas, em Ouro Preto, onde destacou-se, ainda como estudante, nas lutas abolicionistas e republicanas que agitavam o país.
Representou também o povo mineiro como deputado federal (1890-1893 e 1894-1896). Assumiu inúmeros cargos públicos, como o Ministério da Viação (de 15 de novembro de 1894 a 20 de novembro de 1896), a Superintendência de Obras Contra a Seca, em 1907, e a Diretoria Geral dos Telégrafos, em 1909. Também foi o Delegado Geral da Exposição Internacional do Centenário da Independência.
Professor e escritor, colaborou no Dicionário Histórico e Geográfico do Brasil e deixou trabalhos sobre a seca, a irrigação e as grutas brasileiras, escrevendo "Riquezas Minerais", no Livro do 4º Centenário do Brasil.